# Kostas Karydas
Kostas Karydas (Grieks: Κωνσταντίνος Καρύδας) (Athene, 12 augustus 1942) is een Grieks voormalig alpineskiester.

## Resultaten

### Wereldkampioenschappen
| Jaar | Plaats    | Resultaten                    |
| ---- | --------- | ----------------------------- |
| 1964 | Innsbruck | 73e Afdaling 73e Reuzenslalom |

### Olympische Spelen
| Jaar | Plaats    | Resultaten                    |
| ---- | --------- | ----------------------------- |
| 1964 | Innsbruck | 73e Afdaling 73e Reuzenslalom |